# Перуанцы за перемены
«Перуанцы за перемены» (исп. Peruanos Por el Kambio, PPK) — правоцентристская политическая партия Перу. Основана в 2014 году экономистом и бывшим премьер-министром Педро Пабло Кучински.

## История
Партия была основана бывшим премьер-министром Педро Пабло Кучински и зарегистрирована в октябре 2014 года. Идеология партии — консервативная и либеральная. Предшественником партии был «Альянс за великие перемены».
Неправильное написание «Kambio» вместо «Cambio» («изменение» на испанском языке) предназначено для того, чтобы у партии были те же инициалы, что и у ее основателя, то есть «PPK».
На выборах 2016 года партия получила 16,5 % голосов и 18 из 130 мест, а тогдашний лидер Кучински был избран президентом, получив 21,05 % в первом и 50,12 % во втором туре.

## Участие в выборах

### Парламентские выборы
| Год выборов | Голосов   | %       | Конгресс Республики |
| ----------- | --------- | ------- | ------------------- |
| 2016        | 2 007 710 | 16,46 % | 18 из 130           |

### Президентские выборы
| Год выборов | Кандидат             | Голоса    | %       | Голоса    | %       | Результат |
| Год выборов | Кандидат             | 1-й тур   | 1-й тур | 2-й тур   | 2-й тур | Результат |
| ----------- | -------------------- | --------- | ------- | --------- | ------- | --------- |
| 2016        | Педро Пабло Кучински | 3 228 661 | 21,05   | 8 596 937 | 50,12   | Победа    |